# 冯旗杆巷明代住宅
冯旗杆巷明代住宅位于中国江苏省南通市崇川区冯旗杆巷21号，由明末马氏所建，清咸丰时一度作为花纱厘捐通局，后归顾氏。建筑由大门、二门、前厅、后堂、后楼及厢房组成，共四进，其中前厅为明代遗构，为面阔五间、进深七檩的硬山式建筑，明间为抬梁式，次间、稍间为穿斗式，梁架均为扁作。